# Ronde van Frankrijk 1903/Startlijst
Dit artikel beschrijft de startlijst van de Ronde van Frankrijk 1903. In totaal stonden er 60 renners aan de start, en er geraakten er slechts 21 in Parijs.

## Overzicht
| Land              | Naam                  |
| ----------------- | --------------------- |
| Frankrijk         | Fernand Augereau      |
| Frankrijk         | Hippolyte Aucouturier |
| Frankrijk         | Philippe de Balade    |
| Frankrijk         | Louis Barbrel         |
| Frankrijk         | Lucien Barroy         |
| Duitse Keizerrijk | Ludwig Barthelmann    |
| Frankrijk         | François Beaugendre   |
| Frankrijk         | Jean Bedéne           |
| Frankrijk         | Georges Borot         |
| Frankrijk         | Eugène Brange         |
| België            | Aloïs Catteau         |
| Frankrijk         | Claude Chapperon      |
| Frankrijk         | Henri Charrier        |
| Frankrijk         | Jean Dargassies       |
| Frankrijk         | Auguste Daumain       |
| Frankrijk         | Pierre Desvages       |
| Frankrijk         | Victor Dupré          |
| Frankrijk         | Léon Durandeau        |
| Frankrijk         | H. Ellinamourt        |
| Frankrijk         | Jean Fischer          |
| Duitse Keizerrijk | Josef Fischer         |
| Frankrijk         | L. Fougère            |
| Frankrijk         | Alexandre Foureaux    |
| Frankrijk         | Maurice Garin         |
| Frankrijk         | Henri Gauban          |
| Frankrijk         | Eugène Geay           |
| Frankrijk         | Léon Georget          |
| Frankrijk         | Julien Girbe          |
| Frankrijk         | Gustave Guillarme     |
| Frankrijk         | Léon Habets           |
| Zwitserland       | Anton Jaeck           |
| België            | Marcel Kerff          |
| Zwitserland       | Charles Laeser        |
| Frankrijk         | A. Lassartigue        |
| Frankrijk         | Isidore Le Chartier   |
| Frankrijk         | Victor Lefèvre        |
| Zwitserland       | Marcel Lequatre       |
| België            | Julien Lootens        |
| Zwitserland       | Paul Mercier          |
| Frankrijk         | Arsène Millochau      |
| Frankrijk         | François Monachon     |
| Frankrijk         | Emile Moulin          |
| Frankrijk         | Benjamin Mounier      |
| Italië            | Rodolfo Muller        |
| Frankrijk         | Emile Pagie           |
| Frankrijk         | Georges Pasquier      |
| Frankrijk         | Ferdinand Payan       |
| Frankrijk         | Armand Périn          |
| Frankrijk         | Léon Pernette         |
| Frankrijk         | Ernest Pivin          |
| Frankrijk         | Lucien Pothier        |
| Frankrijk         | François Poussel      |
| Frankrijk         | Léon Riche            |
| Frankrijk         | René Salais           |
| België            | Jules Sales           |
| Frankrijk         | Emile Torisani        |
| Frankrijk         | Paul Trippier         |
| Frankrijk         | Edouard Wattelier     |